# Gilmar Silva
Gilmar Silva Santos (* 9. März 1984 in Ubatã, Bahia) ist ein ehemaliger brasilianischer Fußballspieler.

## Karriere
Gilmar begann seine Karriere 2003 beim Erstligisten EC Vitória. Am Ende der Série A 2004 stieg der Verein in die zweiten Liga ab. 2006 wechselte er zum Erstligisten FC Santos. Im Sommer 2006 wechselte er nach Japan. Hier spielte er bis 2007 für Tokyo Verdy und Yokohama FC. 2008 kehrte er nach Brasilien zurück. Hier unterschrieb er einen Vertrag bei Náutico Capibaribe. 2009 wechselte er zum französischen Zweitligisten EA Guingamp. Am Ende der Saison 2009/10 stieg der Verein in die dritten Liga ab. 2012 kehrte er nach Brasilien zurück. Danach spielte er bei Avaí FC, Criciúma EC, ABC Natal, EC Santo André und Náutico Capibaribe.

## Erfolge
Vitória
- Copa do Nordeste: 2003
- Staatsmeisterschaft von Bahia: 2003, 2004, 2005

Santos
- Staatsmeisterschaft von São Paulo: 2006

Santo André
- Staatsmeisterschaft von São Paulo - A2: 2016